# St. Laurentius (Warendorf)

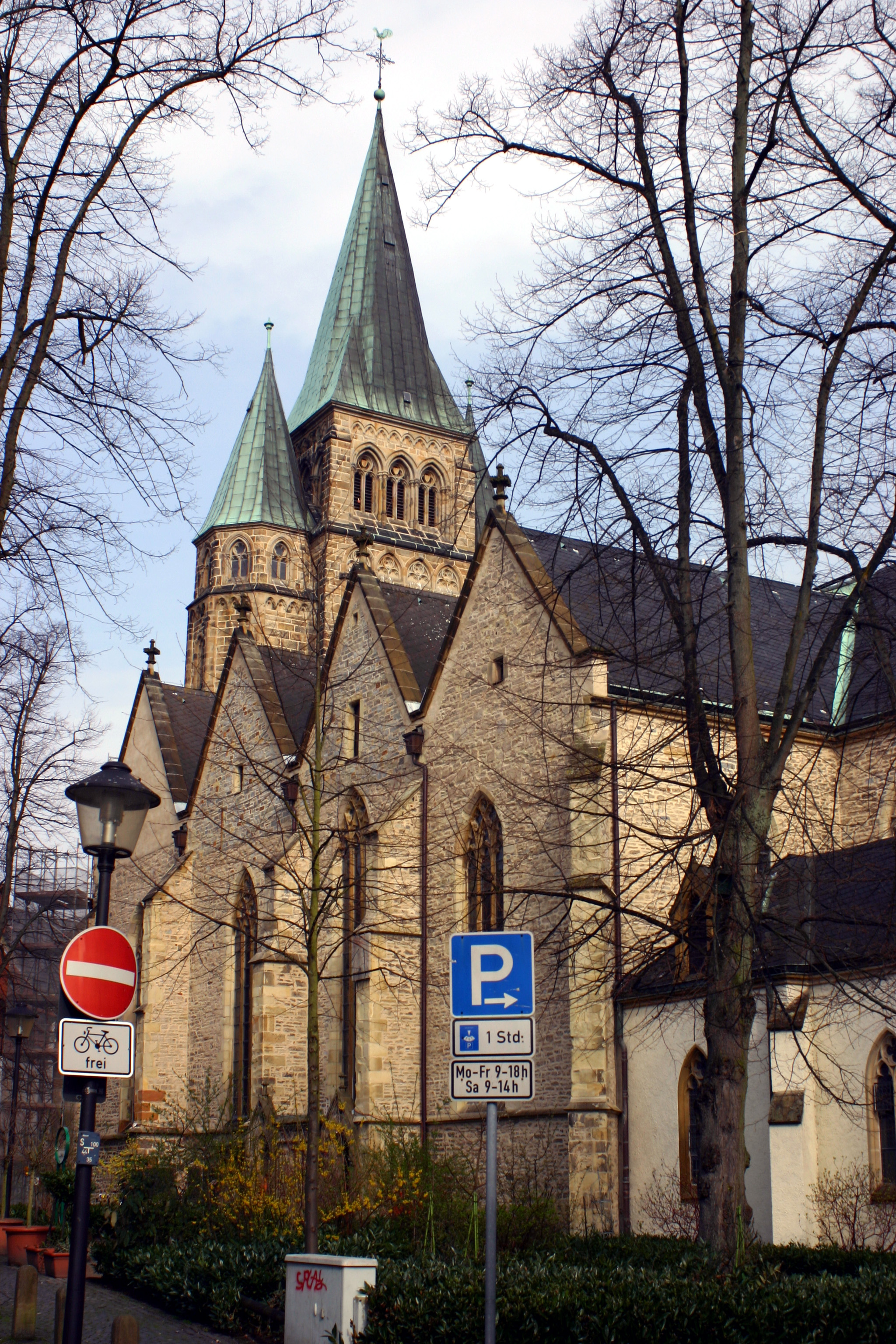
Außenansicht

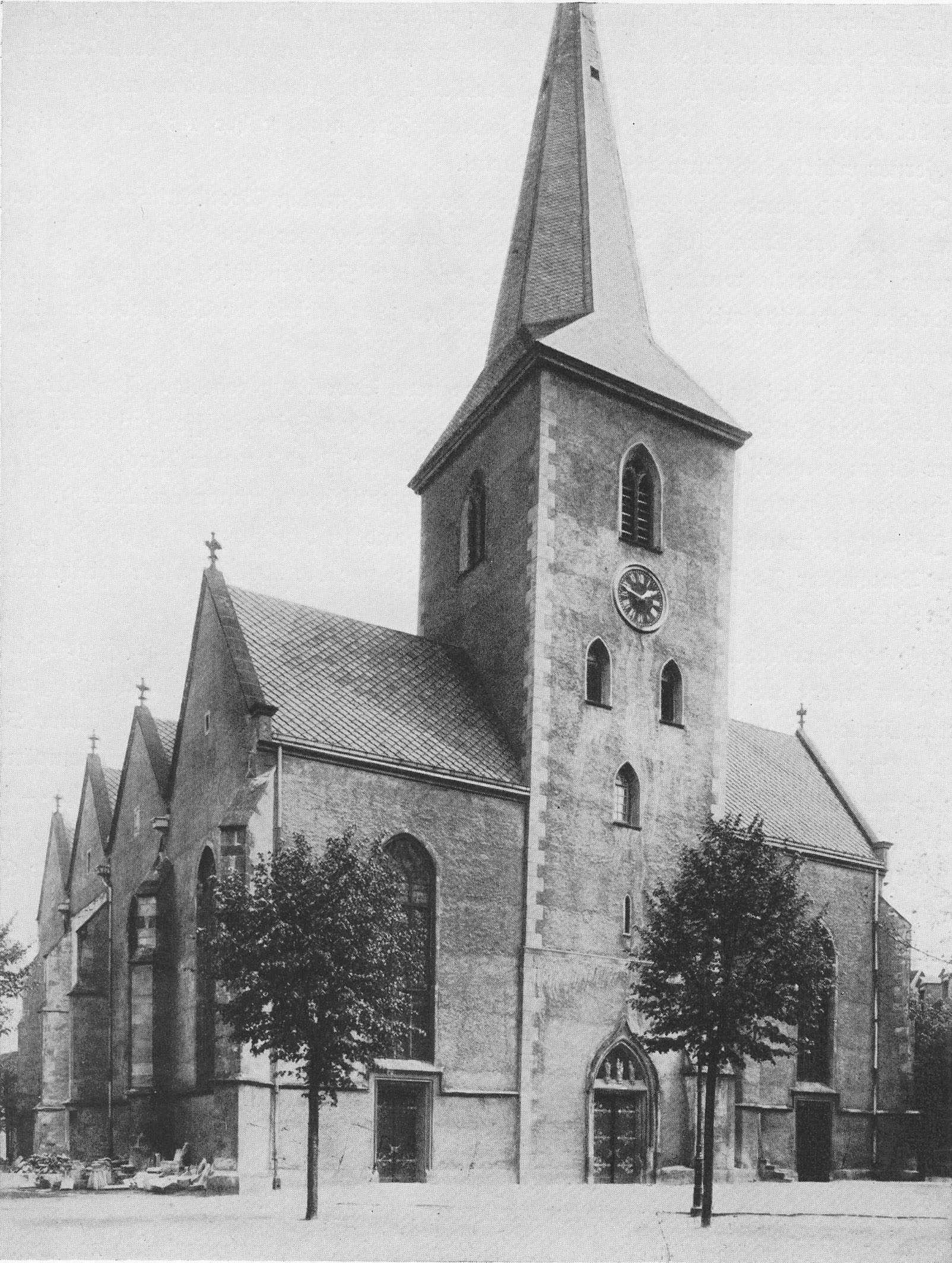
Westfront der Kirche vor dem Umbau

Die katholische Pfarrkirche St. Laurentius ist die älteste der Warendorfer Kirchen. Sie ist Pfarrkirche für die Filialkirchen St. Marien und St. Josef.

## Geschichte

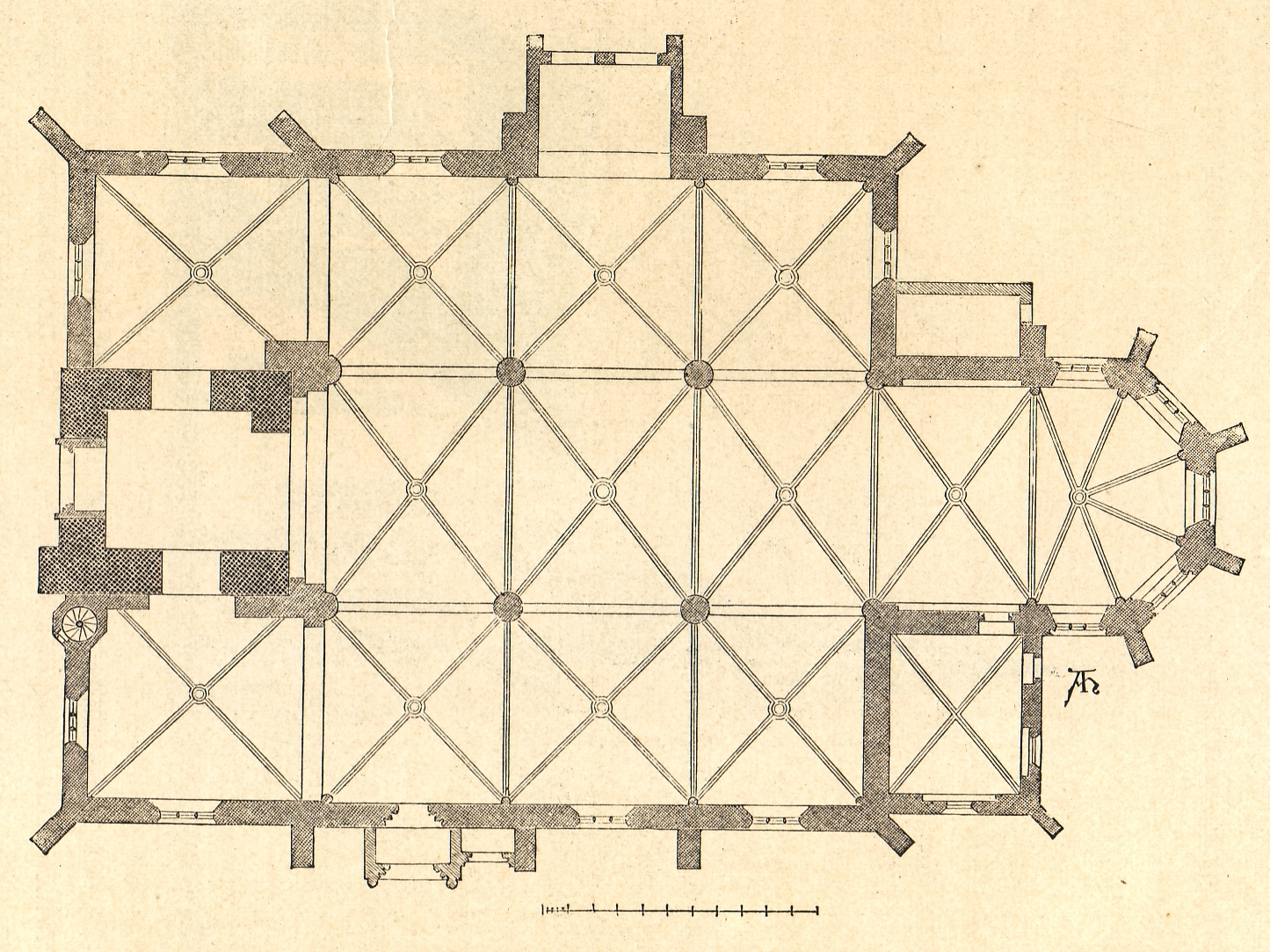
Grundriss 1886

St. Laurentius ist eine der Urpfarreien des Bistums Münster. Am Standort der heutigen Kirche hatte wahrscheinlich eine hölzerne Missionskirche aus dem 8. Jahrhundert und mit Sicherheit seit dem 12. Jahrhundert eine romanische Steinkirche gestanden. Die Überreste der Vorgängerkirchen wurden bei Grabungen in den Jahren 1962 und 1963 gefunden. Die Kirche zählte – neben Beckum, Billerbeck und Stadtlohn – zu den vier „bischöflichen Kaplaneien“, das heißt, sie konnte nur mit einem Domherrn besetzt werden. Die Pfarrkirche ist 1139 erstmals urkundlich belegt.
Die heutige Kirche wurde nach einem großen Stadtbrand, dem auch der Vorgängerbau zum Opfer gefallen war, zu Beginn des 15. Jahrhunderts als gotische Hallenkirche errichtet. 1913/14 erhielt die Kirche eine Turmgruppe und ein neues Hauptportal.

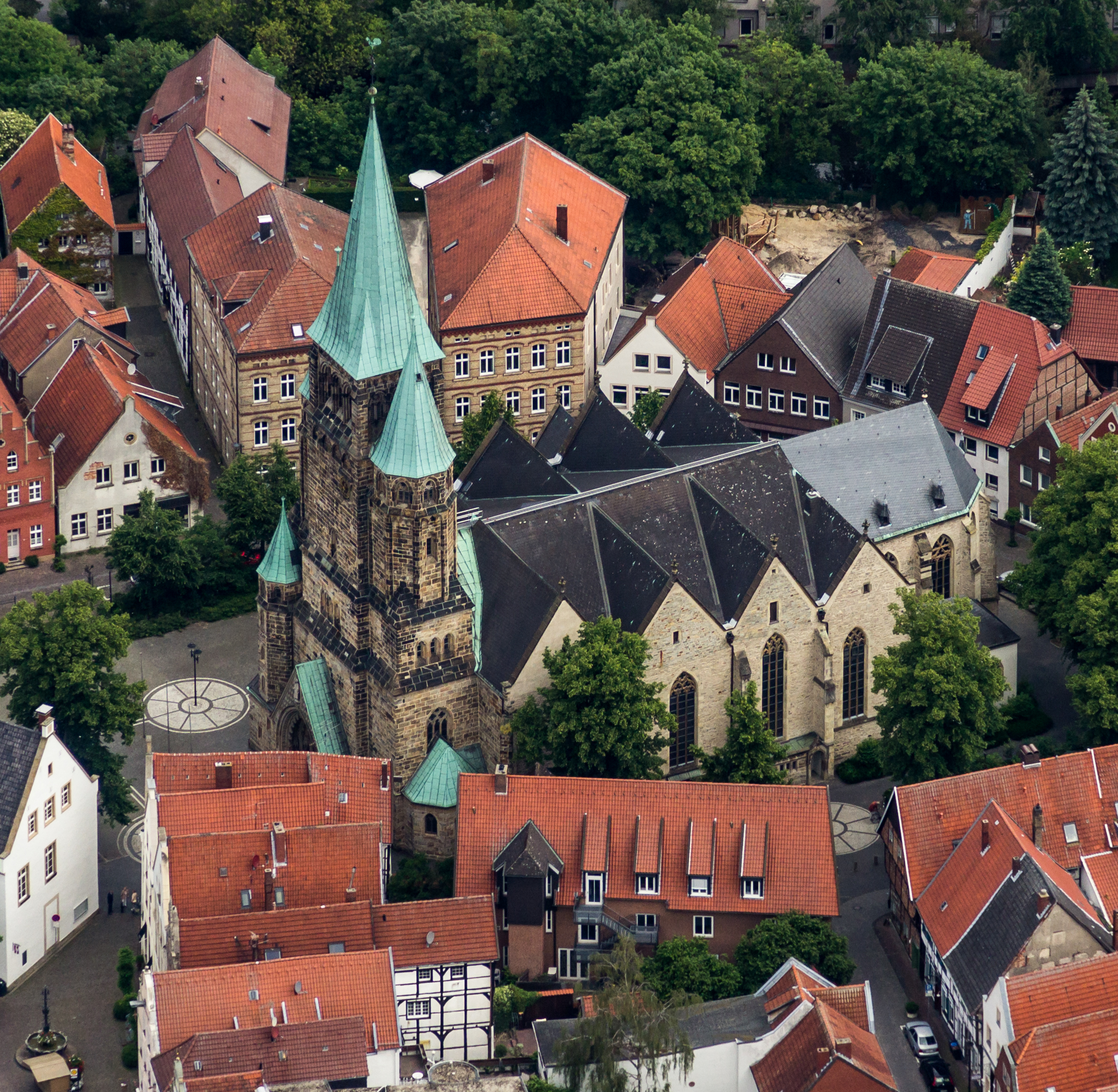
St.-Laurentius-Kirche (Luftbild, 2014)
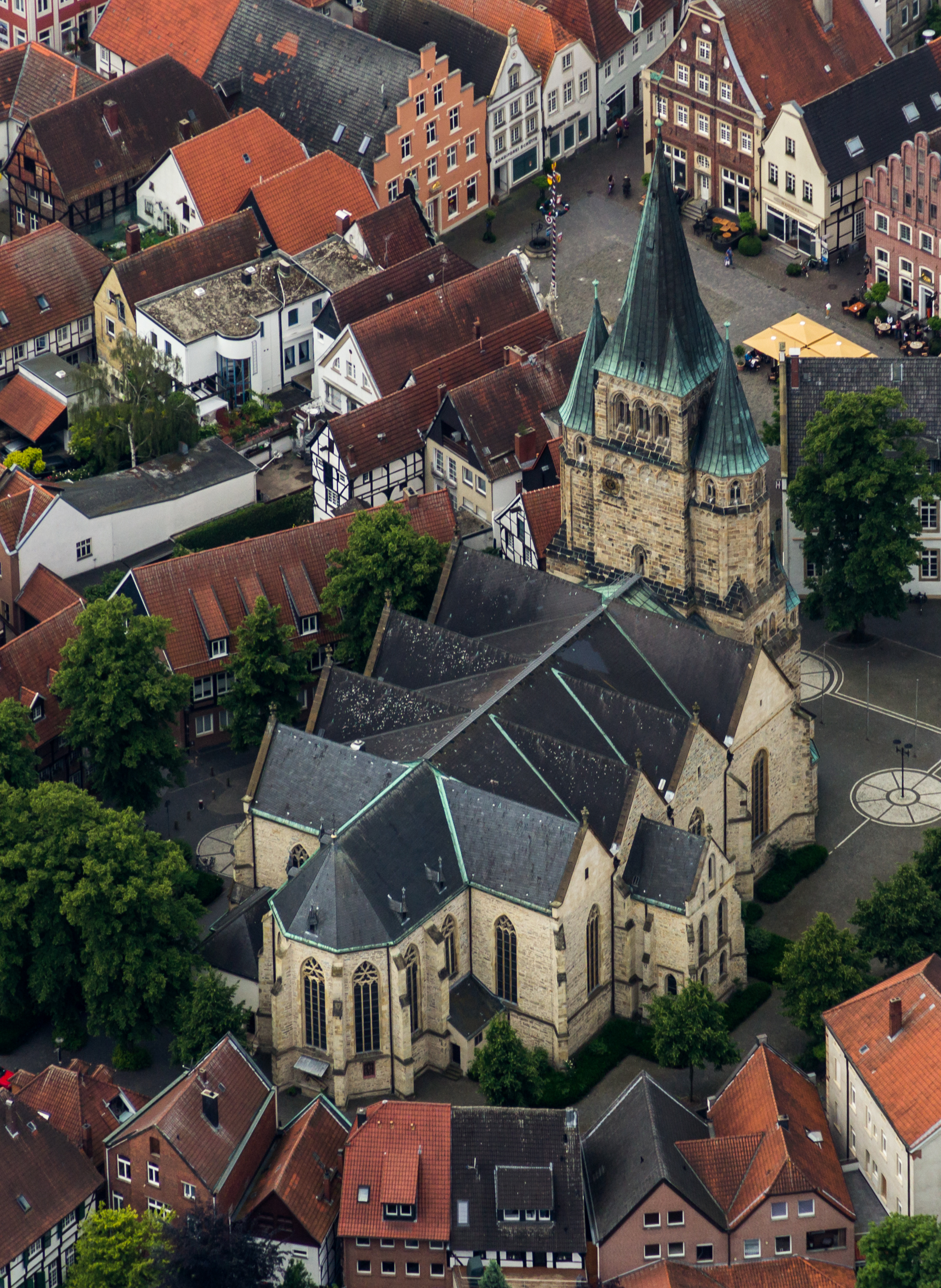
St.-Laurentius-Kirche (Luftbild, 2014)

## Ausstattung

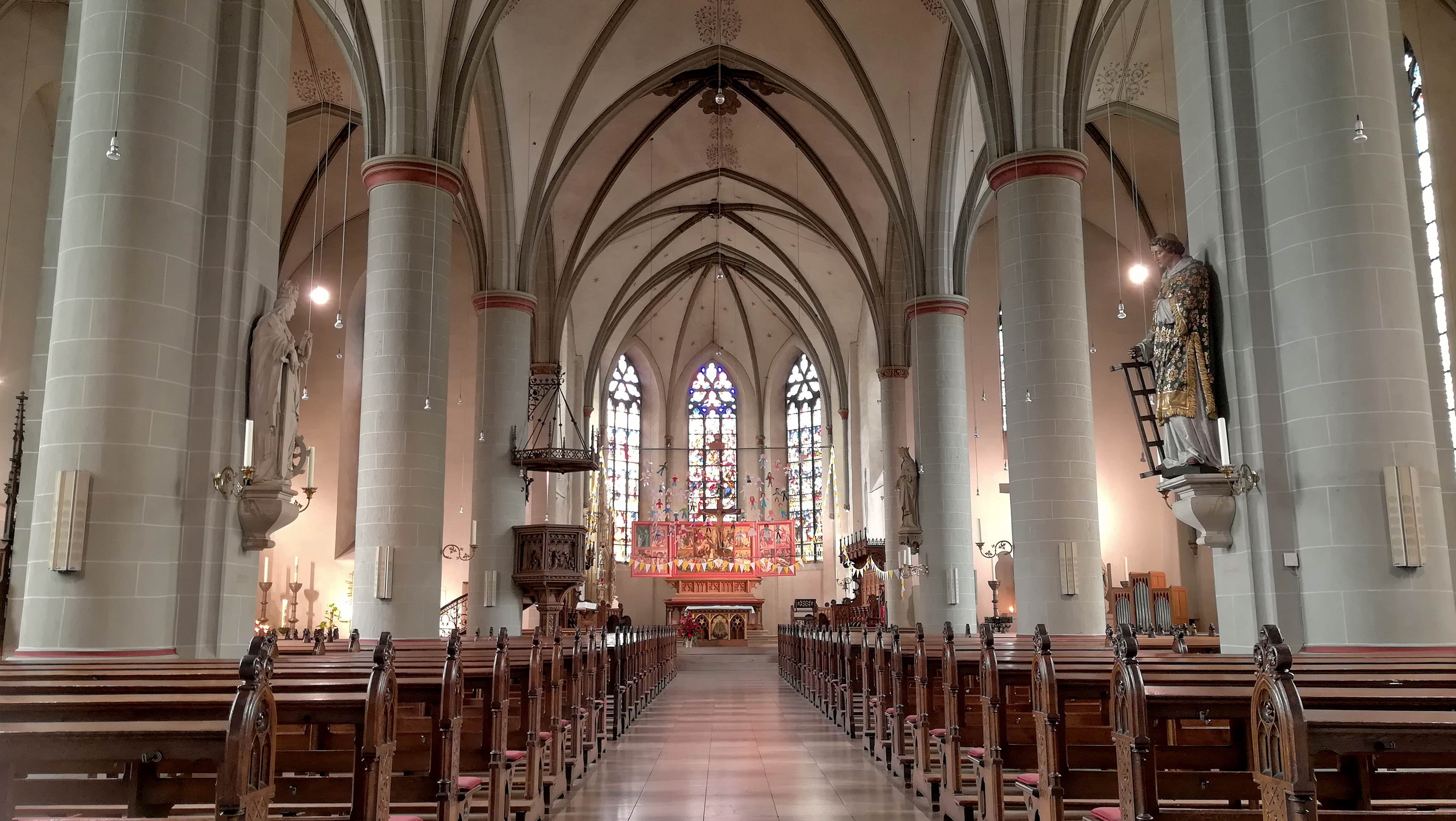
Innenansicht

In der dreischiffigen gotischen Halle, die durch die Glasmalereien sowie die bauliche und vegetative Umgebung vor dem Südportal recht dunkel wirkt, fallen die dezenten Zeichnungen und Ausgestaltungen des Gewölbes auf. St. Laurentius ist seit dem 18. Jahrhundert das Ziel von Marienwallfahrten und seit Jahrhunderten Zentrum der mehrtägigen Festtage mit Prozessionen und Hochämtern rund um das Fest Mariä Himmelfahrt: Eine bekleidete Gliederpuppe aus dem 17. Jahrhundert stellt die Jungfrau Maria mit Kind dar und erfuhr seit etwa 1750 große Verehrung. Am Vorabend wird die Altstadt mit Bungen illuminiert, dieses gilt als im nordwestdeutschen Raum einzigartiges Brauchtum. Des Weiteren finden sich eine Vielzahl weiterer Figuren, Figurengruppen und Malereien, vor allem der berühmte Warendorfer Altar. Der gotische Turmtabernakel im nordöstlichen Winkel des Chors ist nicht datiert. Das Taufbecken stammt aus dem 19. Jahrhundert. Die St.-Laurentius-Kirche besitzt ein Hungertuch nach Marienfelder Vorbild.
Um 1895 wurde der Innenraum der Kirche mit neogotischen Pfeilerfiguren ausgestattet. Teile des aus Sandstein gefertigten Figurenschmucks stammen vom Bildhauer August Schmiemann aus Münster. Dazu zählt die Statue der Hl. Elisabeth von Thüringen gegenüber der Kanzel. Den Baldachin schuf der Warendorfer Bildhauer Joseph Epping.

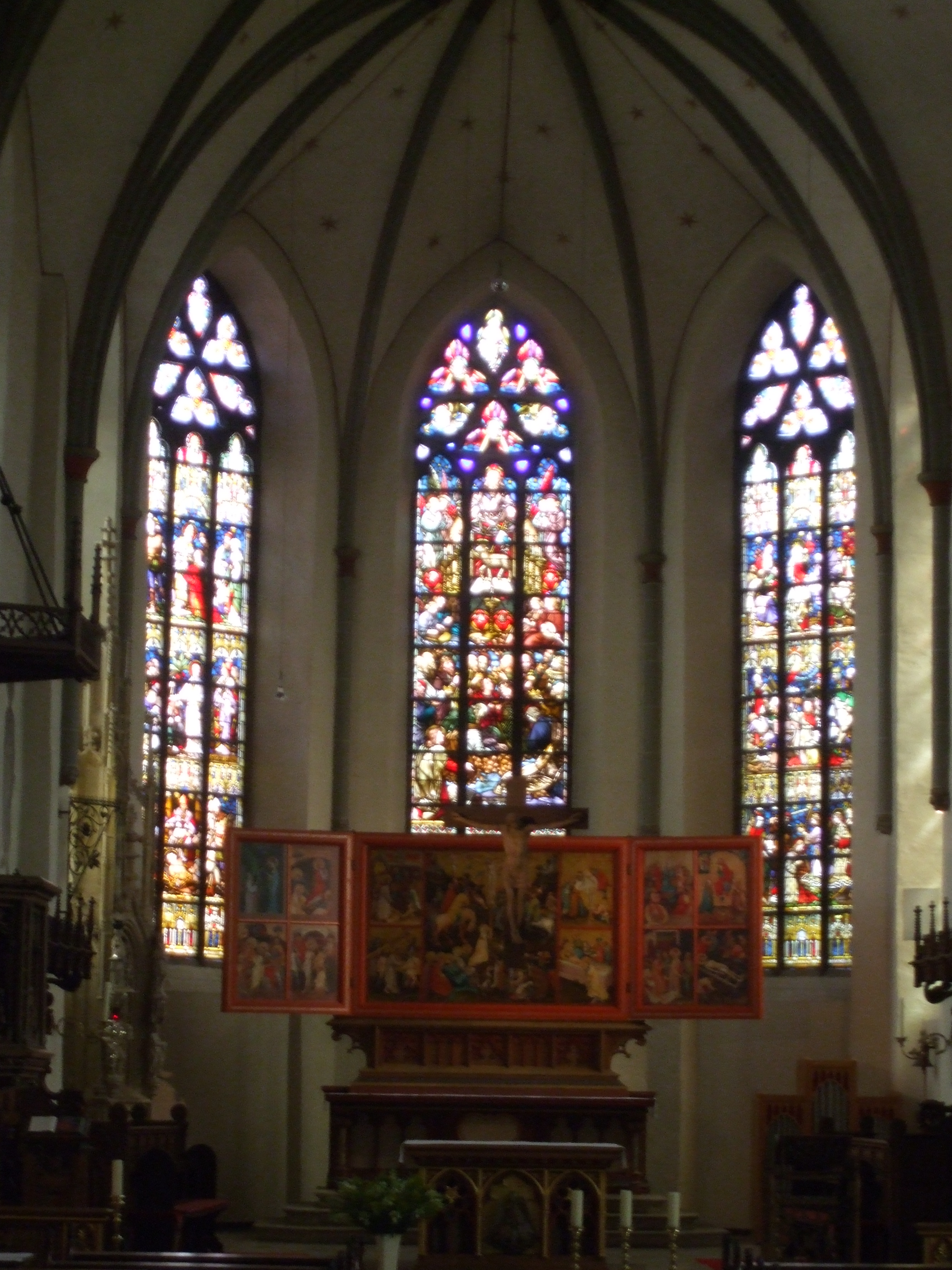
Blick auf den Chor
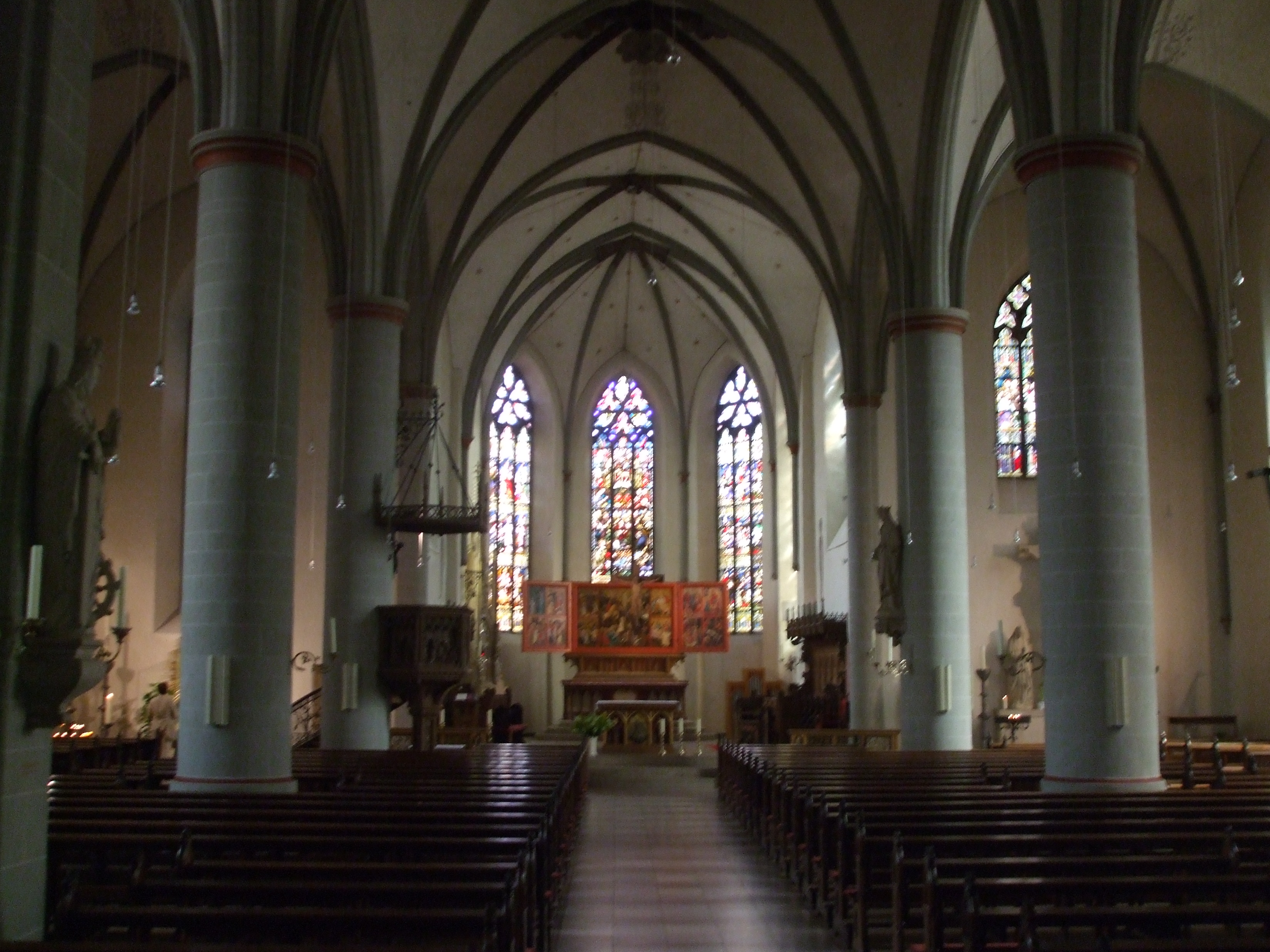
Hauptschiff
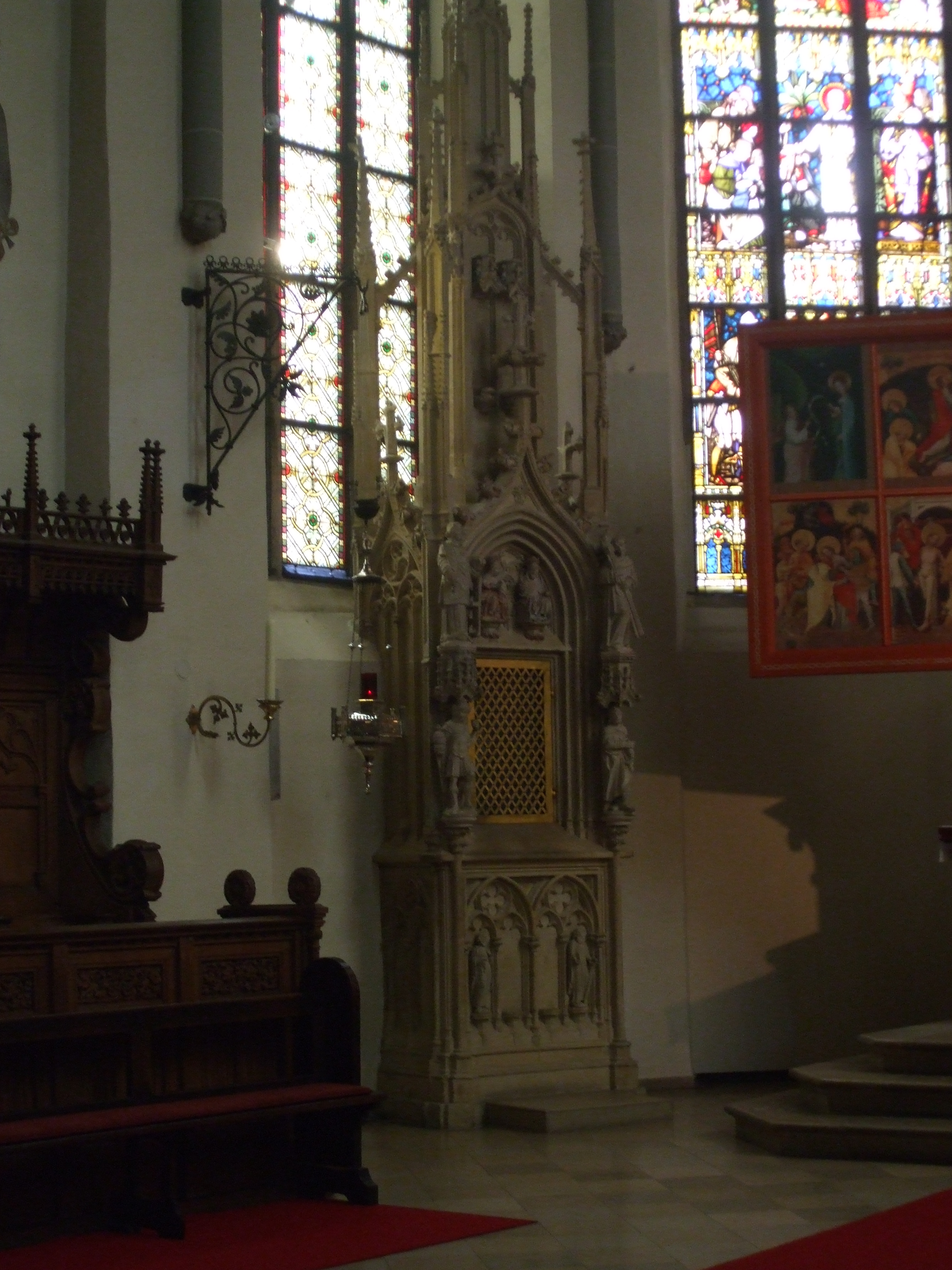
Turmtabernakel
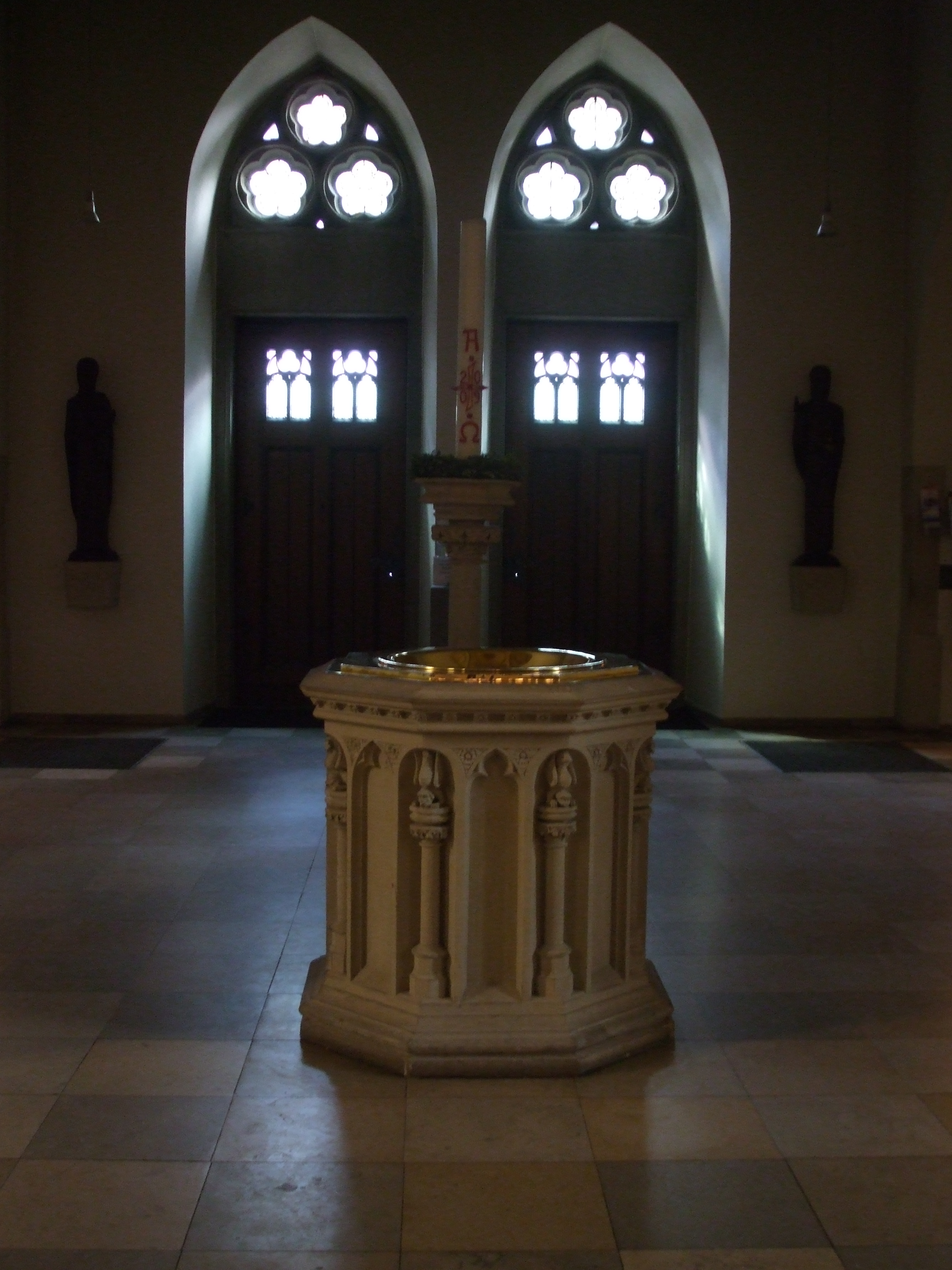
Taufbecken

### Orgel

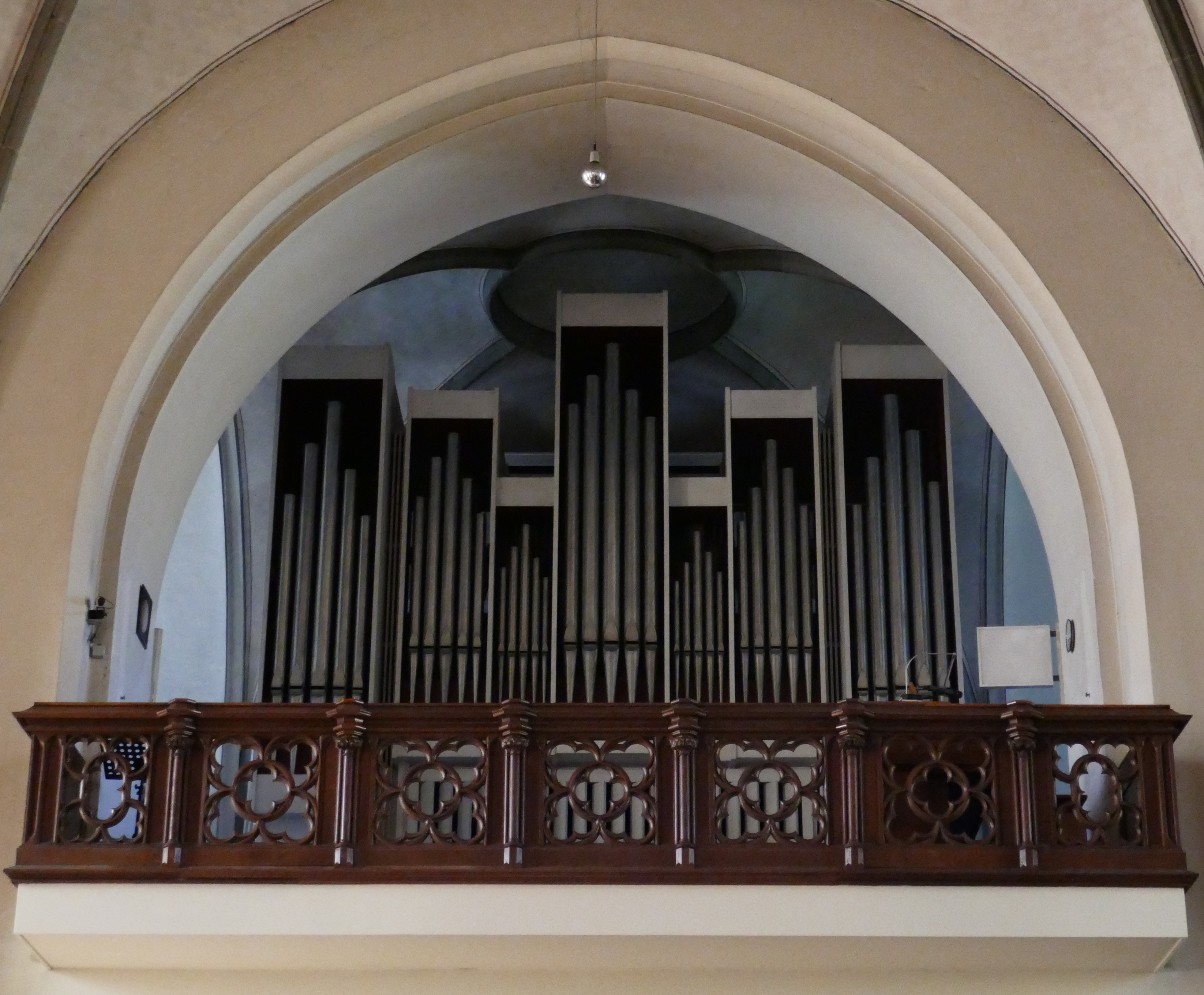
Blick auf die Orgel

Die Orgel geht zurück auf ein Instrument, das von Orgelbau Fleiter (Nienberge) erbaut worden war. Nach Veränderungen durch Orgelbau Breil wurde das Instrument 2022 von Orgelbau Fleiter umgebaut und erweitert; das von Breil hinzugefügte Rückpositiv wurde in der rechten Nische neben der Hauptempore untergebracht. Das Instrument hat nun 50 Register auf drei Manualen und Pedal.
| I Rückpositiv C–g3 |              |        |
| 29.                | Gedackt      | 08′    |
| 30.                | Praestant    | 04′    |
| 31.                | Rohrflöte    | 04′    |
| 32.                | Waldflöte    | 02′    |
| 33.                | Quintflöte   | 01 ⁄3′ |
| 34.                | Sesquialtera |        |
| 35.                | Scharff V    | 01′    |
| 36.                | Krummhorn    | 08′    |
| 37.                | Tremulant    |        |

| II Hauptwerk C–g3 |                  |     |
| 15.               | Bordun           | 16′ |
| 16.               | Flûte            | 16′ |
| 17.               | Prinzipal        | 08′ |
| 18.               | Flûte harmonique | 08′ |
| 19.               | Gemshorn         | 08′ |
| 20.               | Rohrflöte        | 08′ |
| 21.               | Oktave           | 04′ |
| 22.               | Gedacktflöte     | 04′ |
| 23.               | Oktave           | 02′ |
| 24.               | Kornett IV       |     |
| 25.               | Mixtur V         | 02′ |
| 26.               | Zimbel III       |     |
| 27.               | Trompete         | 16′ |
| 28.               | Trompete         | 08′ |

| III Schwellwerk C–g3 |              |         |
| 01.                  | Bordun       | 16′     |
| 02.                  | Hohlflöte    | 08′     |
| 03.                  | Gambe        | 08′     |
| 04.                  | Schwebung    | 08′     |
| 05.                  | Prinzipal    | 04′     |
| 06.                  | Traversflöte | 04′     |
| 07.                  | Quinte       | 02 ⁄3′  |
| 08.                  | Oktave       | 02′     |
| 09.                  | Terz         | 01 3⁄5′ |
| 10.                  | Oktävlein    | 01′     |
| 11.                  | Mixtur V     | 01 ⁄3′  |
| 12.                  | Basson       | 16′     |
| 13.                  | Oboe         | 08′     |
| 14.                  | Tremulant    |         |

| Pedalwerk C–f1 |             |        |
| 38.            | Untersatz   | 32′    |
| 39.            | Prinzipal   | 16′    |
| 40.            | Subbass     | 16′    |
| 41.            | Oktavbass   | 08′    |
| 42.            | Bassflöte   | 08′    |
| 43.            | Gedacktbass | 08′    |
| 44.            | Choralbass  | 04′    |
| 45.            | Choralflöte | 04′    |
| 46.            | Nachthorn   | 02′    |
| 47.            | Mixtur V    | 02 ⁄3′ |
| 48.            | Posaune     | 16′    |
| 49.            | Trompete    | 08′    |
| 50.            | Clairon     | 04′    |

### Geläut
Im Turm hängt ein fünfstimmiges Bronzegeläut mit den Schlagtönen b0, c1, d1, f1 und g1. Die Glocken wurden 1947 von dem Glockengießer Albert Junker (Brilon) gegossen.

### Zur Kirche gehörend
Zur Pfarrgemeinde gehört ebenfalls die seit 1950 stillgelegte Affhüppenkapelle. Sie wird aber hauptsächlich vom Bistum genutzt.

## Trivia
In der Kirche wurden Teile des Films: Nich’ mit Leo gedreht.